# 京都府道24号福知山停車場線
京都府道24号福知山停車場線（きょうとふどう24ごう ふくちやまていしゃじょうせん）は、京都府福知山市駅前町を起点に福知山市内記に至る主要地方道（京都府道）である。

## 概要
福知山市の玄関口、JR山陰本線・福知山線、京都丹後鉄道宮福線福知山駅から中心部を東西に走る。

### 路線データ
- 起点：福知山停車場
- 終点：京都府福知山市内記一丁目（内記一丁目交差点、京都府道55号舞鶴福知山線交点）

## 歴史
- 1954年（昭和29年）1月20日 - 建設省（現・国土交通省）が福知山駅と一級国道9号を結ぶ主要地方道として指定。
- 1955年（昭和30年）10月18日 - 京都府が路線認定（整理番号・主要地方道24）。
- 1964年（昭和39年）9月1日 - 一級国道9号福知山バイパスの開通に伴い内記交差点で接続していた一級国道9号が二級国道176号福知山大阪線（7ヶ月後に一般国道176号へ改称）へ指定変更。
- 1993年（平成5年）
  - 4月1日 - 一般国道176号の福知山市内経路変更に伴い内記交差点で接続する一般国道176号が京都府道55号舞鶴福知山線（内記交差点以北）と福知山市道（内記交差点以南）へ降格。
  - 5月11日 - 建設省から、主要府道福知山停車場線が福知山停車場線として主要地方道に再指定される[1]。

## 路線状況

### 重複区間
- 京都府道523号福知山停車場篠尾線（福知山市駅前町 - 福知山市末広町）

## 地理

### 通過する自治体

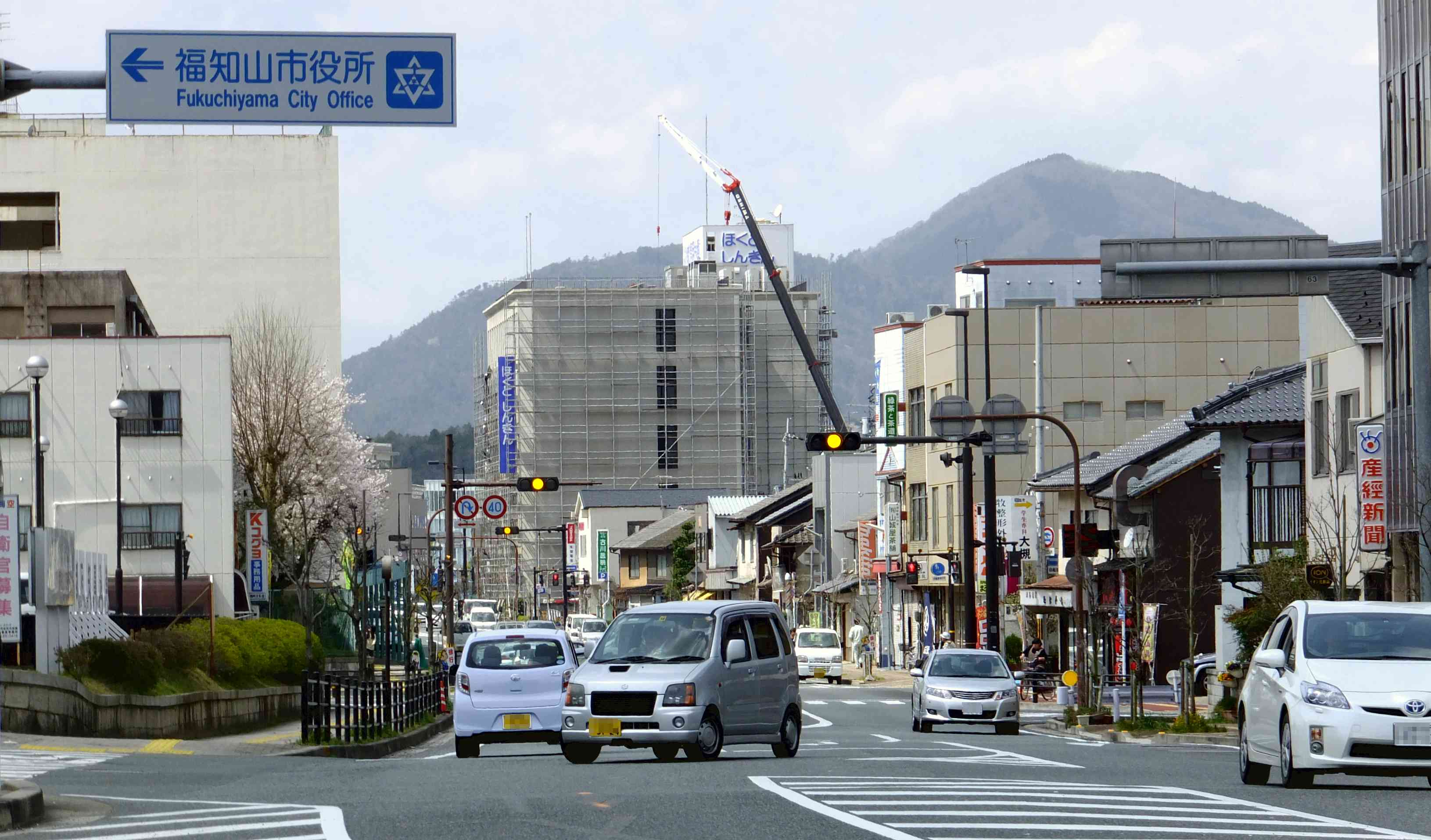
福知山市役所付近

- 福知山市

### 交差する道路
- 京都府道523号福知山停車場篠尾線 花水木通り・けやき通り（福知山市末広町・駅前交差点）
- 京都府道55号舞鶴福知山線 城下通り - お城通り（福知山市内記・内記一丁目交差点、終点）

### 沿線にある施設など
- 京都府福知山総合庁舎
- JR西日本山陰本線・福知山線、京都丹後鉄道宮福線 福知山駅
- 市民交流プラザききょう
- 福知山市立惇明小学校
- 福知山市役所
- 京都地方検察庁福知山支部
- 京都地方裁判所福知山支部
- 丹波生活衣館
- 福知山城公園
- 福知山市佐藤太清記念美術館